# Jürgen Brautmeier

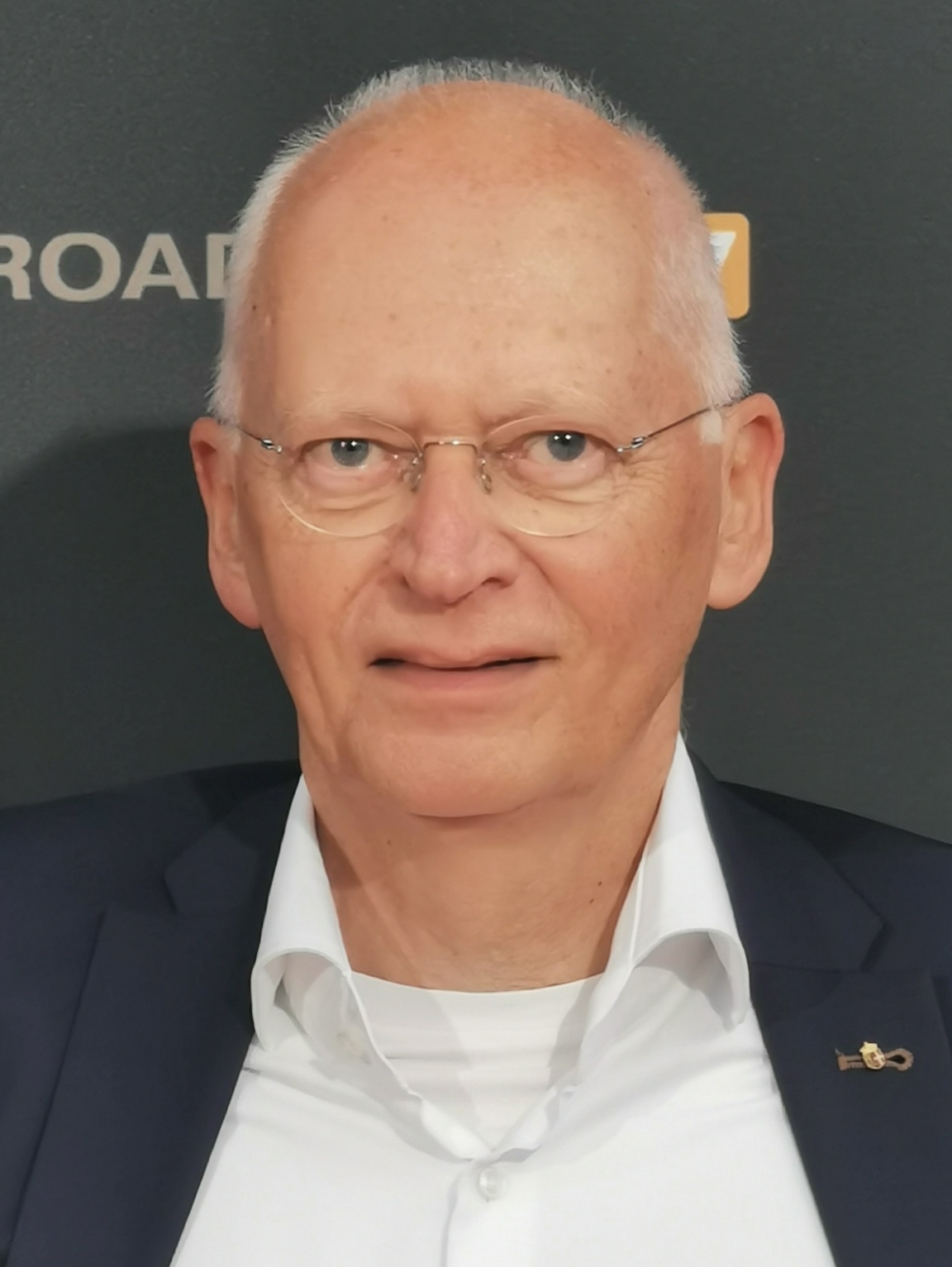
Jürgen Brautmeier (2023)

Jürgen Brautmeier (* 15. Juli 1954 in Delbrück) ist ein deutscher Historiker und Publizist. Er war von 2010 bis 2016 Direktor der Landesanstalt für Medien Nordrhein-Westfalen.

## Leben
Brautmeier hat von 1974 bis 1980 an der Heinrich-Heine-Universität in Düsseldorf und an der University of Cambridge Geschichte und Anglistik studiert. Er wurde 1983 in Düsseldorf mit einer Arbeit über die Forschungspolitik in Nordrhein-Westfalen promoviert. Anschließend publizierte Brautmeier Aufsätze zur Landesgeschichte, zum Ersten und zum Zweiten Weltkrieg und zur Amerikaauswanderung. Seit 2002 ist er einer der Herausgeber der Düsseldorfer Schriften zur Neueren Landesgeschichte und zur Geschichte Nordrhein-Westfalens.
In den 1990er-Jahren war Jürgen Brautmeier im Auftrag des Europarats nebenberuflich als unabhängiger Berater in ost- und mitteleuropäischen Ländern beim Aufbau nationaler Rundfunkgesetzgebungen tätig. Parallel dazu hatte Brautmeier mehrere Lehraufträge an der Universität Düsseldorf (1991–1998), der Fachhochschule Düsseldorf (1993/94), der Lomonossow-Universität in Moskau (1995) und der Universität von St. Petersburg (1997). Er ist zudem ein Gründungsmitglied der European Platform of Regulatory Authorities (EPRA), deren 1. stellvertretender Vorsitzender er von 2007 bis 2010 und Interimsvorsitzender von 2010 bis 2011 war. Von 2007 bis Anfang 2014 war er Mitglied und Vizepräsident des Medienrats der Deutschsprachigen Gemeinschaft Belgiens.
Von Herbst 2010 bis Ende 2016 war Jürgen Brautmeier Direktor der Landesanstalt für Medien Nordrhein-Westfalen. Von 2013 bis 2015 war er gleichzeitig Vorsitzender der Direktorenkonferenz der Medienanstalten.
Er gehört seit 2012 dem Hochschulrat der Universität Paderborn an, seit 2017 als dessen stellvertretender und seit dem 2. Juni 2023 als dessen Vorsitzender. 2016 verlieh ihm die Heinrich-Heine-Universität Düsseldorf den Titel eines Honorarprofessors.
Jürgen Brautmeier ist verheiratet und Vater zweier Töchter. Er ist Mitglied der CDU und war von März 2018 bis August 2021 Vorsitzender des CDU-Stadtverbandes Neuss. Als Autor veröffentlicht er regelmäßig Artikel zu Politik, Medien und Geschichte im blog-der-republik.
Seit 2018 bis 2022 war er Mitglied des vom Chef der Staatskanzlei NRW Nathanael Liminski initiierten Beirats „Medien-Digital-Land NRW“.
Im Oktober 2021 hat ihn die Konferenz der Regierungschefinnen und Regierungschefs der Länder zum Mitglied der Kommission zur Ermittlung des Finanzbedarfs der Rundfunkanstalten (KEF) für die Zeit vom 1. Januar 2022 bis zum 31. Dezember 2026 berufen.

## Kontroverse
Am 2. Juli 2014 beschloss die Rot-Grüne Koalitionsregierung in NRW zusammen mit der Piratenfraktion eine Änderung des nordrhein-westfälischen Landesmediengesetzes. Dies umfasste nun den Passus, dass der Landesmediendirektor künftig ein Jurist mit Befähigung zum Richteramt sein muss. Damit wurde dem Historiker Jürgen Brautmeier eine Kandidatur für eine Wiederwahl 2016 verwehrt. Während der Entwurf des Landesmediengesetzes über ein Jahr im Internet öffentlich diskutiert werden konnte, wurde die Anforderung an künftige Direktoren erst einen Tag vor der Abstimmung im Landtag vorgelegt. Die Landesregierung erntete für diese „Rache“ heftige Kritik. Zwei Monate später bestätigten die Direktoren der Medienanstalten Jürgen Brautmeier für ein weiteres Jahr (2015) als Vorsitzenden der Direktorenkonferenz, welches von einigen Medien als politische Aussage verstanden wurde.
Dass es sich hierbei um ein „Machtspiel“ handle, konstatierten Medien auch bei einer erneuten Änderung des Landesmediengesetzes NRW am 17. Dezember 2014. Der Paragraph 100, in der Berichterstattung als „Lex Brautmeier“ bezeichnet, wurde trotz Kritik nicht geändert. In einer vorausgehenden Anhörung war offen vermutet worden, dass die Landesregierung einen unbequemen Kritiker loswerden wolle, der für die Staatsferne der Medienregulierung und -förderung stehe.

Die Amtszeit von Brautmeier endete am 31. Dezember 2016.

## Schriften
- Forschungspolitik in Nordrhein-Westfalen 1945–1961. Diss. Düsseldorf 1983. (= Düsseldorfer Schriften zur Neueren Landesgeschichte und zur Geschichte Nordrhein-Westfalens. Band 10). Schwann Verlag, Düsseldorf, 1983, ISBN 3-590-18122-2.
- Der Weg zum Landesparlament. Die Provinzialräte der Nord-Rheinprovinz und Westfalens 1945/46. In: Geschichte im Westen. Halbjahres-Zeitschrift für Landes- und Zeitgeschichte. Heft 1, Klartext Verlag, Essen 1986, ISSN 0930-3286, S. 31–52.
- Wahlrecht zwischen Militärregierung und Parteipolitik. Dokumente zur Landtagswahl 1947. In: Geschichte im Westen. Halbjahres-Zeitschrift für Landes- und Zeitgeschichte. Heft 1, Klartext Verlag, Essen 1987, ISSN 0930-3286, S. 90–99.
- Frontbewährung in Stalingrad. Feldpostbriefe des Gefreiten Hans Happe aus Delbrück/Westfalen. In: Geschichte im Westen. Halbjahres-Zeitschrift für Landes- und Zeitgeschichte. Heft 2, Klartext Verlag, Essen 1993, ISSN 0930-3286, S. 166–192.
- Wolfram Köhler. In: Geschichte im Westen. Halbjahres-Zeitschrift für Landes- und Zeitgeschichte. Heft 1, Klartext Verlag, Essen 1994, ISSN 0930-3286, S. 107–109.
- Die Landesanstalt für Rundfunk von Nordrhein-Westfalen (LfR). In: Medienland Nordrhein-Westfalen. Hrsg. von der Präsidentin des Landtags Nordrhein-Westfalen. (= Schriften des Landtags Nordrhein-Westfalen. Bd. 7). Düsseldorf 1995, S. 239–261.
- Les Campagnes électorales radiotélévisées en Républic Fédérale d'Allemagne. In: Guy Drouot (Hrsg.), Les Campagnes électorales radiotélévisées. (= Collection Droit de l'Audiovisuel. Dirigée par Charles Debbasch). Paris 1995, ISBN 2-7314-0087-0, S. 273–285.
- Bund und Länder im Konflikt. Der Kompetenzstreit um die Zuständigkeit für Hörfunk und Fernsehen in Deutschland. (=Düsseldorfer Medienwissenschaftliche Vorträge. Band 14). ZV, Zeitungs-Verlag-Service, Bonn 1998, ISBN 3-929122-61-8.
- Von den Beratenden Provinzialräten zum Ernannten Landtag. Der Beginn des Parlamentarismus in Nordrhein-Westfalen. In: Ernst Gnoß – Widerstand und Wiederaufbau. Der erste Präsident des Landtags Nordrhein-Westfalen. Hrsg. vom Präsidenten des Landtags Nordrhein-Westfalen. (=Schriften des Landtags Nordrhein-Westfalen. Band 11). Düsseldorf 1999, S. 55–97.
- Alle sollen besser leben. Forschungspolitiker Leo Brandt. In: Karsten Rudolf u. a. (Hrsg.), Reform an Rhein und Ruhr. Nordrhein-Westfalens Weg ins 21. Jahrhundert. Verlag J. H. W. Dietz Nachf., Bonn 2000, ISBN 3-8012-0292-5, S. 202–204.
- Zs. mit Anja Ingenbleek: Unerwünschte Zweigleisigkeit oder Garant demokratischer Kommunalverwaltung? Britische Dokumente zur Kontroverse um die Aufgabentrennung zwischen Bürgermeister/Landrat und Hauptverwaltungsbeamtem in der britischen Besatzungszone unter besonderer Berücksichtigung Nordrhein-Westfalens, Teil 1. In: Geschichte im Westen. Halbjahres-Zeitschrift für Landes- und Zeitgeschichte. Heft 2, Klartext Verlag, Essen 2000, ISSN 0930-3286, S. 208–240.
- Zs. mit Anja Ingenbleek: Unerwünschte Zweigleisigkeit oder Garant demokratischer Kommunalverwaltung? Britische Dokumente zur Kontroverse um die Aufgabentrennung zwischen Bürgermeister/Landrat und Hauptverwaltungsbeamtem in der britischen Besatzungszone unter besonderer Berücksichtigung Nordrhein-Westfalens, Teil 2. In: Geschichte im Westen. Halbjahres-Zeitschrift für Landes- und Zeitgeschichte. Heft 1, Klartext Verlag, Essen 2001, ISSN 0930-3286, S. 76–111.
- „Bleib doch nicht allein als ein Waisenkind in dem bedrückten Lande!“ Die Auswanderung einer westfälischen Kleinbauernfamilie nach Nebraska im Jahr 1884. In: Westfälische Zeitschrift. Band 153/2003, Bonifatius Druck-Buch-Verlag, Paderborn 2003, ISBN 3-89710-267-6, S. 301–326.
- Hrsg. mit Ulrich Heinemann: Mythen – Möglichkeiten – Wirklichkeiten. 60 Jahre Nordrhein-Westfalen. (= Düsseldorfer Schriften zur Neueren Landesgeschichte und zur Geschichte Nordrhein-Westfalens. Band 77). Klartext Verlag, Essen 2007, ISBN 978-3-89861-659-1.
- „Sie besiedelten den Norden Amerikas“. Von Ostenland (Westfalen) nach Muenster (Texas). In: Bernd Broer u. a. (Hrsg.): Auf nach Amerika! (= Beiträge zur Amerika-Auswanderung des 19. Jahrhunderts und zur Wiederbelebung der historischen Beziehungen im 20. und 21. Jahrhundert. Band 3). Bonifatius Druck-Buch-Verlag, Paderborn 2008, ISBN 978-3-89710-408-2, S. 25–42.
- Henry Braudmyer: Ein westfälischer Pionier in Pennsylvania? Hinweise in der ersten Volkszählung der USA. In: Bernd Broer u. a. (Hrsg.): Auf nach Amerika! (= Beiträge zur Amerika-Auswanderung des 19. Jahrhunderts und zur Wiederbelebung der historischen Beziehungen im 20. und 21. Jahrhundert. Band 3). Bonifatius Druck-Buch-Verlag, Paderborn 2008, ISBN 978-3-89710-408-2, S. 213–222.
- Hrsg. mit Kurt Düwell, Ulrich Heinemann und Dietmar Petzina: Heimat Nordrhein-Westfalen. Identität und Regionalitäten im Wandel. (= Düsseldorfer Schriften zur Neueren Landesgeschichte und zur Geschichte Nordrhein-Westfalens. Band 83). Klartext Verlag, Essen 2010, ISBN 978-3-8375-0155-1.
- Zs. mit Kurt Düwell u. a., "Die Düsseldorfer Schriften zur Neueren Landesgeschichte und zur Geschichte Nordrhein-Westfalens" im Internet als "Brücke" zu einem realen Haus der Geschichte des Landes? In: Jürgen Brautmeier u. a. (Hrsg.), Heimat Nordrhein-Westfalen. Identität und Regionalitäten im Wandel. (= Düsseldorfer Schriften zur Neueren Landesgeschichte und zur Geschichte Nordrhein-Westfalens. Band 83). Klartext Verlag, Essen 2010, ISBN 978-3-8375-0155-1, S. 381–382.
- Heimat ohne Hoffnung. Die Amerika-Auswanderung aus der Region Neuss im 19.Jhd. In: Jahrbuch für den Rhein-Kreis Neuss 2012. Kreisheimatbund Neuss, Neuss 2011, ISBN 978-3-9810667-6-0, S. 106–121.
- Ran an den Feind! Die literarische Erziehung der Jugend vor dem Ersten Weltkrieg. In: Novaesium. Neusser Jahrbuch für Kunst, Kultur und Geschichte 2015, ISBN 978-3-922980-52-0, S. 167–209.
- Acht Gräber in Texas – Auswanderer aus dem Delbrücker Land in der neuen Welt. In: damals & heute. Informationen zu Geschichte, Natur und Heimatpflege aus Delbrück. Heft 36, Bernhard Kößmeier Stadtheimatpfleger Delbrück, Delbrück April 2016, ISSN 1862-7390, S. 1–4.
- Regulierung in Zeiten der Medienkonvergenz. Reden, Texte und Interviews von Prof. Dr. Jürgen Brautmeier. (= LfM-Dokumentation. Bd. 54). Boerje Halm Druck, Wuppertal 2016, ISBN 978-3-940929-43-3.
- Die St. Matthias-Bruderschaft in Neuss-Uedesheim. In: Novaesium 2017. Neusser Jahrbuch für Kunst, Kultur und Geschichte, Neuss 2017, ISBN 978-3-922980-54-4, S. 197–214.
- Wie Albert Speer dem Galgen entging. Zur Genesis der Überlebensstrategie des Reichsministers für Rüstung und Kriegsproduktion im Mai 1945. In: Vierteljahrshefte für Zeitgeschichte. Heft 2, 2019, Verlag de Gruyter Oldenbourg, Berlin/Boston 2019, ISSN 0042-5702, S. 289–306.
- Acht Wochen auf See: Das Segelschiff "Uhland" bringt 1853 mehr als 120 Auswanderer aus dem Delbrücker Land nach New Orleans. In: damals & heute. Informationen zu Geschichte, Natur und Heimatpflege aus Delbrück. Heft 48, Bernhard Kößmeier Stadtheimatpfleger Delbrück, Delbrück März 2019, ISSN 1862-7390, S. 1–4.
- Nepper, Schlepper, Bauernfänger? Das Geschäft mit der Amerika-Auswanderung aus dem Delbrücker Land in der Mitte des 19. Jahrhunderts. In: damals & heute. Informationen zu Geschichte, Natur und Heimatpflege aus Delbrück. Heft 49, Bernhard Kößmeier Stadtheimatpfleger Delbrück, Delbrück April 2019, ISSN 1862-7390, S. 1–4.
- „...Der vom Rhein“. Ein langer Weg von Köln nach Kaliningrad. Der sowjetdeutsche Schriftsteller Rudolf Jacquemien (1908–1992). In: Jahrbuch 83 des Kölnischen Geschichtsvereins e. V. Böhlau Verlag, Köln 2019, ISBN 978-3-412-51638-3, S. 265–295.
- Medienpolitik in Nordrhein-Westfalen in der Ära Rau. Ein Forschungsimpuls. In: Geschichte im Westen. Halbjahres-Zeitschrift für Landes- und Zeitgeschichte. Jahrgang 34, Klartext Verlag, Essen 2019, ISSN 0930-3286, S. 95–110.
- Hermann Heinrich Krögers „Erlebnisse in Amerika“. In: Historisches Jahrbuch für den Kreis Herford 2021, Verlag für Regionalgeschichte, Bielefeld 2020, ISBN 978-3-7395-1228-0, S. 170–192.
- „Heraus aus dem Chaos“. Familien am Ende des Zweiten Weltkriegs. In: Novaesium 2020. Neusser Jahrbuch für Kunst, Kultur und Geschichte, Neuss 2020, ISBN 978-3-922980-57-5, S. 245–268.
- Zs. mit Guido Hitze u. a.: Modellierte Tradition. Was NRW mit Preußen zu tun hat. Begleitheft zur Ausstellung, Minden 2021.
- Heraus aus dem Chaos – Die Kölner Familie Schmitz am Ende des Zweiten Weltkriegs. In: Jahrbuch 84 des Kölnischen Geschichtsvereins e. V. Böhlau Verlag, Köln 2021, ISBN 978-3-412-52252-0, S. 261–334.
- Der Bericht über die Gründung der Neusser CDU am 4. November 1945. In: Novaesium 2021. Neusser Jahrbuch für Kunst, Kultur und Geschichte, Neuss 2021, ISBN 978-3-922980-58-2, S. 280–294.
- Zukunft des Lokalfunks als Daueraufgabe. In: Matthias Kurp u. a. (Hrsg.), Journalismus auf zwei Säulen. Drei Jahrzehnte Lokalfunk in Nordrhein-Westfalen, Wiesbaden 2021, ISBN 978-3-658-35270-7 (E-Book), S. 93–99.
- Vergessene Helden. Die „Monuments Men“ im Rheinland und in Westfalen. In: Geschichte im Westen. Halbjahres-Zeitschrift für Landes- und Zeitgeschichte, Jahrgang 37, Klartext Verlag, Essen 2022, ISBN 978-3-8375-2556-4, S. 213–240.
- Neuss und die „Monuments Men“. Vergessene Helden in der Nord-Rheinprovinz 1945. In: Novaesium 2022. Neusser Jahrbuch für Kunst, Kultur und Geschichte, Neuss 2022, ISBN 978-3-922980-59-9, S. 130–153.
- Otto Modersohn, der Landschaftsmaler aus Westfalen, war 1888 in Delbrück. In: damals & heute. Informationen zu Geschichte, Natur und Heimatpflege aus Delbrück. Heft 57, Bernhard Kößmeier Stadtheimatpfleger Delbrück, Delbrück Dezember 2023, ISSN 1862-7390, S. 3–7.
- Paderborn 1945: Der Ersthelfereinsatz britischer Kunstschützer. In: Westfälische Zeitschrift, Band 173/2023, Bonifatius Druck-Buch-Verlag, Paderborn 2023, ISBN 978-3-98790-086-0, S. 363–380.
- Erste Hilfe für den Kölner Dom. Die "Monuments Men" und der Beginn des Wiederaufbaus im Jahr 1945. In: Kölner Domblatt. Jahrbuch des Zentral-Dombau-Vereins 2024, 89. Folge, Köln 2024, ISBN 978-3-9823582--9-1, S. 192–214.
- "Delbrücker Wohltäter, Dernbacher Schwestern und ein Blick hinter die Waisenhausmauern." In: damals & heute. Informationen zu Geschichte, Natur und Heimatpflege aus Delbrück. Heft 58, Bernhard Kößmeier Stadtheimatpfleger Delbrück, Delbrück Dezember 2024, ISSN 1862-7390, S. 6–9.
- "Vor 75 Jahren: Der Ballsportverein Delbrück wird vom Spielbetrieb ausgeschlossen." In: damals & heute. Informationen zu Geschichte, Natur und Heimatpflege aus Delbrück. Heft 58, Bernhard Kößmeier Stadtheimatpfleger Delbrück, Delbrück Dezember 2024, ISSN 1862-7390, S. 13–15.
- Schutzlos ausgeliefert?! Zur Geschichte des St. Josef-Krankenhauses der Neusser Augustinerinnen in der NS-Zeit. In: Novaesium. Neusser Jahrbuch für Kunst, Kultur und Geschichte 2024, ISBN 978-3-922980-61-2, S. 111–138.

## Belege
1. ↑  Düsseldorfer Schriften zur Neueren Landesgeschichte und zur Geschichte Nordrhein-Westfalens, klartext-verlag.de (Memento vom 8. Oktober 2014 im Internet Archive), abgerufen am 5. Mai 2024.
2. ↑  Jürgen Brautmeier appointed new chair of German DFLM epra.org, 31. Januar 2013.
3. ↑  Mitglieder der Beschlusskammer des Medienrats der Deutschsprachigen Gemeinschaft Belgiens (Memento vom 6. Oktober 2014 im Internet Archive), medienrat.be, abgerufen am 5. Mai 2024.
4. ↑  Ein Jahr Gemeinsame Geschäftsstelle der Medienanstalten in Berlin, die-medienanstalten.de, 17. September 2014.
5. ↑  "Neuer Vorsitzender des Hochschulrats der Universität Paderborn gewählt"
6. ↑  Biografie Dr. Jürgen Brautmeier (Memento vom 4. November 2016 im Internet Archive), lfm-nrw.de, 3. November 2016.
7. ↑  Pressemitteilung der LfM (Memento des Originals vom 7. November 2016 im Internet Archive)  Info: Der Archivlink wurde automatisch eingesetzt und noch nicht geprüft. Bitte prüfe Original- und Archivlink gemäß Anleitung und entferne dann diesen Hinweis., lfm-nrw.de, 3. November 2016.
8. ↑  Prof. Dr. Jürgen Brautmeier. Abgerufen am 8. Mai 2019 (deutsch).
9. ↑  Jürgen Brautmeier. Abgerufen am 29. Mai 2019 (deutsch).
10. ↑  „Medien-Digital-Land NRW“
11. ↑  Ministerpräsidenten berufen neue KEF-Mitglieder. In: epd medien 43/21, 29. Oktober 2021.
12. ↑  Im Land der Trickser und Lenker, faz.net, 4. Juli 2014.
13. ↑  Kritik am Landesmediengesetz in der LfM-Medienkommission (Memento vom 19. Dezember 2014 im Internet Archive), epd.de, 5. September 2014.
14. ↑  Gegen NRW – Landesmedienchefs setzen Zeichen. In: Frankfurter Allgemeine Zeitung. 16. September 2014.
15. ↑  Das ist ein Machtspiel! – SPD und Grüne in NRW basteln am Mediengesetz. In: Frankfurter Allgemeine Zeitung. 28. November 2014.
16. ↑  Stefan Laurin, Stellungnahme zur öffentlichen Anhörung zum Landesmediengesetz durch den Hauptausschuss und den Ausschuss für Kultur und Medien des Landtags Nordrhein-Westfalen. landtag.nrw.de, 28. November 2014.

| Personendaten    | Personendaten                      |
| ---------------- | ---------------------------------- |
| NAME             | Brautmeier, Jürgen                 |
| KURZBESCHREIBUNG | deutscher Historiker und Publizist |
| GEBURTSDATUM     | 15. Juli 1954                      |
| GEBURTSORT       | Delbrück                           |